# جینگه جان
جینگه جان ترانه‌ای فولکلور گیلانی است که اولین بار توسط احمد عاشورپور اجرا شده است. به غیر از عاشورپور، این ترانه توسط دیگر خوانندگان هم بازخوانی و اجرا شده است. از جمله این بازخوانی‌ها، می‌توان به اجرای دریا دادور اشاره کرد که در هر دو آلبوم او، اجرای زنده در برلین (۲۰۰۴) و اجرای زنده در تورنتو (۲۰۰۸) منتشر شده است. دادور این ترانه را در بیشتر کنسرت‌های خود اجرا کرده است. شیلا نهرور هم یک نسخهٔ دیگر از این ترانه را اجرا کرده که این نسخه، در آلبوم جاودانه‌های گیلان او منتشر شده است.